# Múscul espleni del cap
El múscul espleni del cap (musculus splenius capitis) (del grec spléníon, que significa " embenat "; i del llatí caput, en català "cap") és un dels dos músculs esplenis. És ampli, en forma de corretja i està situat a la part posterior del coll. Connecta la base del crani, les vèrtebres del coll i part superior del tòrax. Està implicat en moviments simples del cap, com el de sacsejar-lo.
S'origina en la meitat inferior del lligament nucal, en l'apòfisi espinosa de la setena vèrtebra cervical, i en les apòfisis espinoses de la part superior de les tres o quatre vèrtebres toràciques superiors. Les fibres del múscul es dirigeixen cap amunt i lateralment i s'insereixen, a l'empara de l'esternoclidomastoidal, en l'apófisis mastoide de l'os temporal, i en la superfície de l'os occipital just per sota del terç lateral de la línia nucal superior.
És innervat per la branca posterior dels nervis cervicals C3 i C4. És un dels músculs que forma el sòl del triangle posterior del coll.
El múscul espleni del cap és important per a l'extensió del cap. També pot permetre la flexió lateral i rotació del coll i del cap.

## Imatges

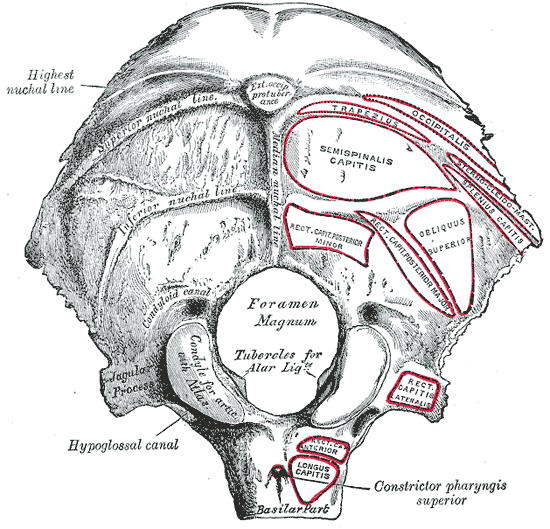
L'os occipital. Superfície exterior.
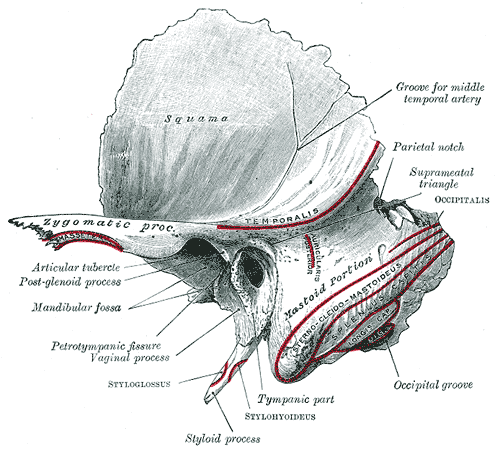
L'os occipital temporal esquerre. Superfície exterior.
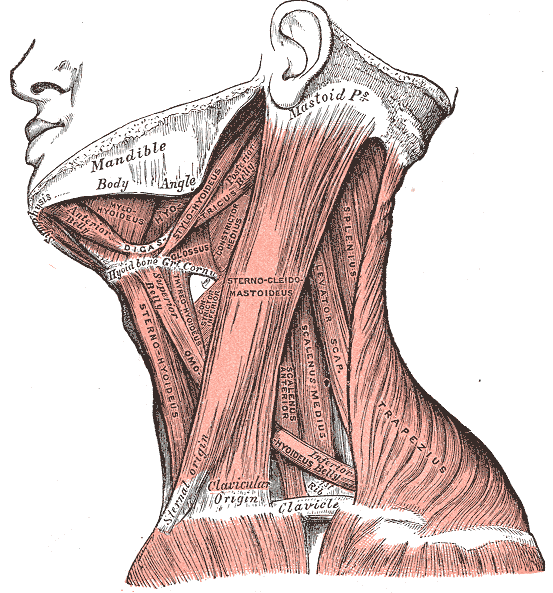
Músculs del coll. Vista lateral.
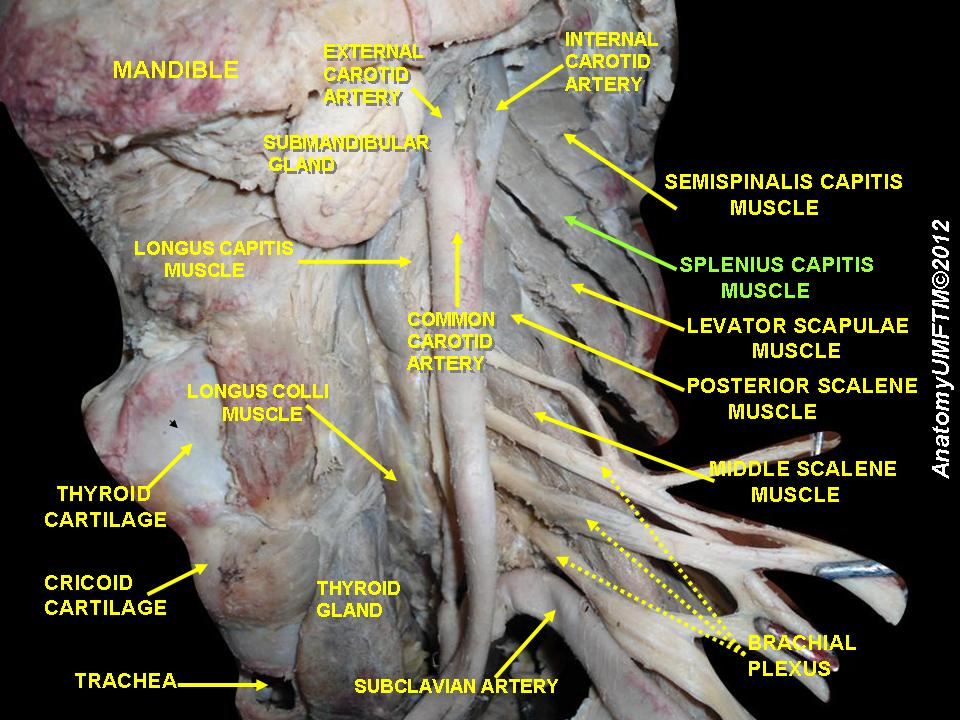
Múscul espleni del cap